# 根肿黑粉菌科
根肿黑粉菌科（学名：Entorrhizaceae）是根肿黑粉菌目下的一个科。

## 下属分类
本科包括以下属：
- 根肿黑粉菌属 Entorrhiza C.A.Weber
- Juncorrhiza K.Riess & Piątek